# Teilhardina asiatica
Teilhardina asiatica fou un primat semblant als titís que visqué a la conca del Hengyang (província de Yunnan, (Xina). Visqué a principis del període Eocè, fa aproximadament 55 milions d'anys.